# Morpho (empresa)
Morpho es una empresa que fue creada en 1982 y que es la filial especializada en la seguridad y la identidad del grupo Safran desde 2005. El grupo cuya facturación anual, con 57.000 empleados en más de 30 países, supera los 12.000 millones de euros. El 31 de mayo del año 2017, el grupo Safran cedió la empresa al fondo de inversión Advent International para formar « OT-Morpho », un nuevo grupo con Oberthur Technologies.
La empresa tiene su sede principal en Francia. Cuenta con plantas de producción en Alemania, Brasil, Rusia e India, y sociedades afiliadas en Francia, Reino Unido, Lituania, Austria, Portugal, Rumania, Rusia, India, Singapur, España, Sudáfrica, Emiratos Árabes Unidos, Brasil y Estados Unidos.

## Historia
La empresa Morpho nació en 2005 tras la adquisición de la alemana ORGA Kartensysteme GmbH por el grupo francés Sagem Défense Sécurité. La compañía desarrolla soluciones para sistemas basadas en tecnologías de tarjetas. Su oferta abarca hardware y software, asesoramiento y servicio técnico para todo lo relacionado con las tarjetas utilizadas en las áreas de Telecomunicación, sanidad, identificación y banca.
Antes de la adquisición en 2005, ORGA Kartensysteme GmbH había acumulado una experiencia de más de 20 años en el sector tecnológico de las tarjetas chip.
| Año  | Descripción |
| 1924 | - Creación de Sagem |
| 1982 | - Creación de Morpho Systèmes |
| 1984 | - Fundación de Orga Kartensysteme GmbH - Presentación de la primera tarjeta del mundo con procesador "single chip" |
| 1985 | - Desarrollo de la primera tarjeta chip multifuncional |
| 1990 | - Desarrollo de la primera tarjeta SIM para GSM |
| 1992 | - Primera tarjeta bancaria "ec" con chip de Alemania |
| 1993 | - SAGEM adquiere Morpho Systèmes |
| 1996 | - Lanzamiento del primer sistema GSM de prepago |
| 2003 | - Se adjudica a ORGA, dentro de un consorcio que incluye a IBM y SAP entre otras firmas, el contrato de asesoramiento para la nueva tarjeta electrónica de la seguridad social alemana                                                                                       |
| 2004 | - Desarrollo de un SECCOS (Secure ChipCard Operating System) |
| 2005 | - Sagem y Snecma se unen para crear Safran - Lanzamiento de la primera tarjeta electrónica de la administración pública |
| 2006 | - Orga Kartensysteme se une a Sagem Sécurité - Presentación y entrega de la primera tarjeta XXL |
| 2007 | - Creación de Sagem Sécurité - Sagem Orga es el primer proveedor que obtiene todos los certificados para la gama completa de productos de tarjetas inteligentes necesarios para la futura infraestructura telemática de tarjetas electrónicas de la seguridad social alemana |
| 2008 | - SDU-identificación se une a Sagem Sécurité |
| 2009 | - GE Homeland Protection se une a Sagem Sécurité - Printrak se une a Safran |
| 2010 | - Sagem Sécurité convierte Morpho |
| 2011 | - L-1 Identity Solutions se une a Morpho y se convertirán en MorphoTrust USA - Syagen Technology, Inc. se une a Morpho - Valores Plasticar se une a Morpho |
| 2012 | - Cassis Internacional se une a Morpho |
| 2013 | - CPS Technologies SAS y Abnote Czech se une a Morpho - StarChip se une a Morpho |
| 2014 | - Dictao se une a Morpho |
| 2015 | - Adquisición de AirTag. |
| 2016 | - Morpho se convierte en Safran Identity & Security |
| 2017 | - Morpho y Oberthur Technologies se unen para crear un nuevo grupo en el sector de la seguridad digital y de la identificación |

## Principales mercados

### Identidad civil
Ayuda a los gobiernos e instituciones ofreciendo soluciones integrales para la gestión de la identidad con el fin de proteger la identidad de cada ciudadano, garantizando el acceso a servicios seguros en línea :
- Sistemas integrales de gestión de la identidad desde los servicios de enrolamiento biométrico hasta la entrega de documentos
- Documentos de identidad seguros para los mercados de la identidad, documentos de viaje, licencias de conducir y salud
- Plataformas de autenticación para el acceso a servicios seguros en línea
- Un conjunto de servicios para asesorar a los clientes en cada una de las fases de sus proyectos

### Identidad digital y transacciones inteligentes
Proporciona soluciones para instituciones financieras, operadores telco, sector público, industria y juegos en línea. Nuestras tecnologías ofrecen medios de comunicación seguros y prácticos para negocios, viajes, transacciones y ocios :
- Soluciones de gestión de la identidad, basadas en tecnologías biométricas, para el registro, la gestión de datos, la identificación y la autenticación de los clientes
- Autenticación fuerte (biometría, terminales móviles, tarjetas inteligentes, etc.), firma electrónica y gestión de pruebas para transacciones en línea seguras
- Tarjetas inteligentes y elementos de seguridad para los terminales móviles, la comunicación entre dispositivos (M2M) y el Internet de las cosas (IoT)
- Gestión a distancia de Tarjeta inteligente y elemento de seguridad
- Archivo seguro de datos a largo plazo: archivo con valor probatorio, confidencialidad y trazabilidad

### Seguridad pública
Ayuda a las fuerzas policiales y agencias gubernamentales a detectar e identificar las amenazas potenciales en lugares públicos para proteger a las personas y sus bienes :
- Sistemas de identificación multibiométricos basados en el reconocimiento de huellas dactilares y facial para la identificación de las personas y la resolución de crimen
- Sistemas de detección de narcóticos y explosivos para identificar rápidamente las amenazas en el terreno
- Sistemas de control automatizados de las infracciones del código de la circulación para garantizar la Seguridad vial
- Terminales biométricos de control de acceso y sistemas de identificación de personas en secuencias de vídeo para la protección de los sitios sensibles

### Seguridad en las fronteras y aviación
Ayuda a reforzar la seguridad en los aeropuertos y otras infraestructuras de tránsito, agilizando los flujos de pasajeros y equipajes en las fronteras :
- Soluciones de protección y gestión de fronteras incluyendo
  - Documentos de viaje seguros
  - Soluciones de recopilación y análisis avanzado de datos de pasajeros API-PNR (Advanced Passenger Information - Passenger Name Record)
  - Soluciones globales de gestión de Entradas/Salidas en el territorio y de control automatizado y semi-automatizado de fronteras
- Sistemas certificados para la detección de explosivos y narcóticos con el fin de permitir un control efectivo de los pasajeros, equipajes y cargas